# Neokeynesianismo
La escuela neokeynesiana, neokeynesianismo o síntesis neoclásica - término introducido por Paul Samuelson para referirse al proyecto de integrar las visiones neoclásicas con las keynesianas- fue uno de los paradigmas más visibles de la economía en la segunda mitad del siglo XX. El enfoque neokeynesiano surge de la síntesis entre las primeras ideas de John Maynard Keynes (ver Keynesianismo) e ideas procedentes de la escuela neoclásica. Esta escuela de pensamiento económico constituyó la ortodoxia económica hasta la década de 1980.
La primera generación de economistas que siguió a Keynes se concentró en combinar sus ideas con las del paradigma dominante en esa época, el neoclasicismo, específicamente las percepciones de Alfred Marshall, Léon Walras y Arthur Pigou. Entre los neokeynesianos se destacaron John Hicks,  Franco Modigliani;  James Tobin y Paul Samuelson.
Entre esos desarrollos se destacan el famoso Modelo IS-LM de Hicks y el libro "Foundations of Economic Analysis" de Samuelson,  que constituyeron la base de la educación de generaciones de economistas.   A nivel más avanzado, se destaca las modificaciones que Samuelson, Modigilani y otros introdujeron a la Economía del bienestar. 
En los setenta se desbordó una serie de desarrollos económicos que sacudieron la teoría neokeynesiana, particularmente la existencia de la estanflación. El resultado fue una serie de nuevas ideas para proporcionar herramientas al análisis keynesiano que fueran capaces de explicar esos eventos económicos, dándole al pensamiento macroeconómico una base microeconómica. El primer manifiesto de la teoría neokeynesiana fue la colección New Keynesian Economics en 1991 de Gregory Mankiw y  David Romer, entre otros. (ver Nueva Economía Keynesiana)

## La síntesis neoclásica
Después del trabajo de Keynes, los análisis de la escuela keynesiana fueron nuevamente analizados mediante enfoques de la escuela económica clásica. La teoría macroeconómica resultante se llamó "síntesis neoclásica" y fue hegemónico el pensamiento macroeconómico por décadas, por lo menos hasta la década de los ochenta.
Uno de los puntos de esta síntesis señala que no existe ninguna tendencia automática que garantice el pleno empleo. Por esa razón, muchos economistas consideran que las políticas gubernamentales deberían encaminarse precisamente a garantizar el pleno empleo, y en esas condiciones se conjetura que la economía sí se comportaría del modo que la economía clásica y neoclásica sugieren. 

## Economistas neokeynesianos importantes
- William Baumol
- Ben Bernanke
- Ha-Joon Chang
- James Duesenberry
- Robert Eisner
- Trygve Haavelmo
- Alvin Hansen
- John Hicks
- Lawrence Klein
- Paul Krugman
- Franco Modigliani
- Robert Mundell
- Arthur Okun
- Don Patinkin
- Andreas Paulsen
- William Philips
- Emmanuel Saez
- Paul Samuelson
- Robert Solow
- Joseph E. Stiglitz
- James Tobin
- Axel Kicillof